# Arracacia peruviana
Arracacia peruviana är en flockblommig växtart som först beskrevs av H.Wolff, och fick sitt nu gällande namn av Lincoln Constance. Arracacia peruviana ingår i släktet Arracacia och familjen flockblommiga växter. Inga underarter finns listade i Catalogue of Life.